# جوزيف باركر (ملاكم)
جوزيف باركر (بالإنجليزية: Joseph Parker) مواليد 9 يناير 1992 في نيوزيلندا، هو ملاكم نيوزلندي يصنف ضمن فئة الوزن الثقيل. حقق الميدالية الفضية في الألعاب الأولمبية الصيفية للشباب 2010.

## إحصائيات
خاض خلال مسيرته 31 نزالا، فاز في 29 وخسر اثنتين . فاز بالضربة القاضية في 21 نزالا.

## الميداليات
| الميدالية | المسابقة                              |
| --------- | ------------------------------------- |
| فضية      | الألعاب الأولمبية الصيفية للشباب 2010 |

## روابط خارجية
- جوزيف باركر على موقع بوكس ريك (الإنجليزية) (registration required)
- جوزيف باركر على موقع أوليمبيديا (الإنجليزية)